# Клоп-черепашка австрійська
Клоп-черепашка австрійська (Eurygaster austriaca) — вид клопів з родини клопів-черепашок (Scutelleridae).

## Поширення
Цей вид поширений в Європі (крім Скандинавії), Північній Африці, Західній і Центральній Азії (Мала Азія, Кавказ, Казахстан). Віддає перевагу відкритим місцевостям з низькою рослинністю. Мешкає в сухих і теплих місцях, включаючи сухі луки, галявини, луки, перелоги, узбіччя доріг, узбіччя доріг і орні поля.

## Опис
Клопи завдовжки від 11 до 13 мм. Забарвлення дуже різноманітне і коливається від світло-коричневого та червонувато-коричневого до синьо-чорного. Клопи більші за інших місцевих щитівок і, на відміну від них, мають менші плями. Через щиток також проходить чіткий кіль, який покриває все черевце. Коннексив не такий розширений, як в Eurygaster hottentotta. Тилос (лобовий клин) має легку Y-подібну форму.

## Спосіб життя
Мезофільний вид, віддає перевагу теплим сухим місцям проживання. Клопи живуть на травах (Poaceae) і на різних видах зернових. Молоді німфи годуються листям, тоді як більш зрілі німфи і личинки живляться дозріваючим насінням. Вид зимує як імаго. Імаго з'являються в кінці квітня - на початку травня. Парування відбувається в травні, яйця відкладаються на нижню сторону листків рослин-господарів у червні. Самиці зазвичай відкладають від 20 до 28 яєць. Німфи вилуплюються приблизно через два тижні, а потім п'ять разів линяють, поки вони остаточно не виростуть у липні або серпні. Наприкінці літа клопи мігрують з відкритої місцевості на прилеглі ліси.